# Bertalan de Némethy
Bertalan de Némethy, né le 24 février 1911 à Győr (Hongrie) et mort le 16 janvier 2002 à Sarasota (Floride), est un cavalier de saut d'obstacles d'origine hongroise naturalisé américain. Il a été entraîneur de l'équipe américaine de saut d'obstacles pendant 25 ans.

## Biographie
D'origine hongroise, il entre à l’Académie royale militaire de Hongrie pour faire ses études. Après avoir passé ses diplômes il entre à l'École d'équitation militaire. Durant ces années d'avant-guerre, il participe avec succès à de nombreux concours internationaux en Europe et est membre de l'équipe de Hongrie pour les Jeux olympiques de 1940.
Il suit des cours dans l'école de cavalerie allemande de Hanovre. Il rejoint la Hongrie lorsque la seconde guerre mondiale éclate à la fin de l'année 1939 ; il participe au combat en tant qu'officier. À la fin de la guerre, devant l'arrivée des troupes soviétiques qui encerclent Budapest, le capitaine de Némethy réussit à s'évader et part pour le Danemark. Il s'installe à Copenhague, où il est instructeur d'équitation. C'est en 1951 ou 1952 qu'il quitte le Danemark pour les États-Unis. En 1955, il est nommé entraîneur national de saut d'obstacles, au sein de l'United States Equestrian Team (USET) (en), poste qu'il conservera pendant plus de 25 ans.

## Palmarès mondial
Il supervise l'équipe des États-Unis durant six Jeux olympiques, cinq Jeux Panaméricains et quatre championnats du monde.
Il a été chef de piste aux Jeux olympiques de Los Angeles en 1984.

## Livres
- La Méthode Némethy, éd. Lavauzelle, 1988.